# Live at Carnegie Hall 1963
| Recensione | Giudizio |
| ---------- | -------- |
| Allmusic   | [ 1 ]    |

Live at Carnegie Hall 1963 è un album discografico dal vivo del cantautore statunitense Bob Dylan pubblicato nel novembre del 2005 dalla Columbia Records come EP. Il disco comprende sei canzoni eseguite da Dylan il 26 ottobre 1963 alla Carnegie Hall di New York.

## Descrizione
Quattro altre canzoni provenienti dallo stesso concerto (ma non incluse in questo album) erano già state pubblicate in precedenti raccolte di Bob Dylan: Talkin' John Birch Paranoid Blues e Who Killed Davey Moore? in The Bootleg Series Volumes 1-3 (Rare & Unreleased) 1961-1991, mentre A Hard Rain's A-Gonna Fall e When the Ship Comes In erano state inserite in The Bootleg Series Vol. 7: No Direction Home: The Soundtrack.
Le restanti nove canzoni eseguite al concerto sono state pubblicate nel 2013 dalla Columbia Records nel vinile in edizione limitata per l'Europa di The 50th Anniversary Collection 1963. Le nove tracce sono: Blowin' in the Wind, Percy's Song, Seven Curses, Walls of Red Wing, Talkin' World War III Blues, Don't Think Twice, It's All Right, Only a Pawn in Their Game, Masters of War e The Lonesome Death of Hattie Carroll.

## Tracce
Tutti i brani sono opera di Bob Dylan.
1. The Times They Are A-Changin' – 4:04
2. Ballad of Hollis Brown – 6:03
3. Boots of Spanish Leather – 5:39
4. Lay Down Your Weary Tune – 5:04
5. North Country Blues – 4:16
6. With God on Our Side – 6:49